# Фадеева, Ольга Ефимовна
Ольга Ефимовна Фадеева (бел. Вольга Яфімаўна Фадзеева; род. 15 октября 1978, Минск, БССР) — белорусская и российская актриса театра и кино. Наиболее известна по роли медсестры Ирины в телесериале «Солдаты».

## Биография

### Детство и юность
Родилась 15 октября 1978 года в Минске. Её родители окончили хореографическое училище, после много лет проработали в Государственном ансамбле танца. Будучи совсем маленькой, девочка мечтала танцевать в балете. Вместе со своей мамой приходила на все балетные представления, которые проходили в своём городе. Только стать балериной Фадеевой не удалось. В хореографическом училище девочке заявили, что у неё «неподходящая комплекция и не тот шаг».
Также Фадеева решила поступать в театральный лицей. Там она получила диплом о среднем образовании, после чего продолжила обучение в Белорусской академии искусств.
Являясь студенткой академии, Ольга приняла предложение сняться в видеоклипе Александра Малинина на композицию «Надо жить». Затем последовали съемки и в нескольких других клипах, в том числе и на песню Игоря Демарина.

### Театр
По окончании учёбы стала работать в Купаловском театре, была там ведущей актрисой. Сыграла Джулию в спектакле «Баллада о любви». Также сыграла в таких постановках театра, как «Эрик XIV», «Ивонна, принцесса Бургундская», «С. В.», «Ромул Великий», «Любовь в стиле барокко», «Соломея», «Мертвые души».

### Кино и телевидение
Первую роль в кино Фадеева сыграла в 2000 году, появившись в эпизоде фильма «Зорка Венера». В 2004 году в городе Москве она успешно прошла пробы на роль медработника Ирины в комедийном сериале «Солдаты». Эта работа прославила актрису. Дальше последовали другие роли. В фильме «Непобедимый» актриса сыграла одну из главных ролей.
В телесериале «Она не могла иначе» Фадеева сыграла Алевтину Толкачеву, прототипом которой послужила Валентина Толкунова.

### Личная жизнь
Хобби актрисы — рисование.
В юности Ольга была замужем. В 19 лет она стала женой Павла Адамчикова, преподавателя, который был старше супруги на 8 лет. Брак долго не продержался. После развода девушка стала серьезнеё подходить к выбору спутника жизни и не спешила снова выходить замуж.
Со вторым мужем Александром Самохваловым артистка познакомилась в 2008 году во время съемок боевика «Непобедимый». На следующий год после бракосочетания у пары родился мальчик Алексей. После рождения сына Ольга решила посвятить себя семье и сделать перерыв в карьере.
В 2022 году Ольга занимается благотворительностью, участвует в работе поисково-спасательного отряда «Надежда» и благотворительного фонда «Милосердие».

## Фильмография
| 2000      | ф  | Зорка Венера                          | учительница                              |
| 2000—2001 | с  | Ускоренная помощь 2                   | практикантка Маша                        |
| 2002      | с  | Закон                                 | проводница                               |
| 2002      | ф  | Подружка Осень                        | мать                                     |
| 2003      | с  | Отель «Исполнение желаний»            | Валентина Кузнецова                      |
| 2004      | с  | Солдаты                               | Медработник, сержант Ирина Пылеева       |
| 2004      | с  | Солдаты 2                             | Медработник, сержант Ирина Пылеева       |
| 2004      | тф | Солдаты. Здравствуй, рота, Новый год! | Медработник, сержант Ирина Пылеева       |
| 2005      | с  | Солдаты 3                             | Медработник, сержант Ирина Пылеева       |
| 2005      | с  | Адъютанты любви                       | Акулина, крепостная актриса              |
| 2005      | с  | Туристы                               | Ольга (роль озвучивала Ольга Голованова) |
| 2005      | ф  | Я помню / Отчий дом                   | Инна                                     |
| 2006      | с  | Кто в доме хозяин?                    | француженка Натали Пеше                  |
| 2006      | с  | Солдаты 6                             | Медработник, сержант Ирина Медведева     |
| 2006      | с  | Солдаты 7                             | Медработник, сержант Ирина Медведева     |
| 2006      | с  | Солдаты 8                             | Медработник, сержант Ирина Медведева     |
| 2006      | с  | Солдаты 9                             | Медработник, сержант Ирина Медведева     |
| 2006      | с  | Солдаты 10                            | Медработник, сержант Ирина Медведева     |
| 2007      | с  | Бывшая                                | Анна Полянская                           |
| 2007      | ф  | Комната с видом на огни               | Аня                                      |
| 2007      | с  | Пантера                               | Регина                                   |
| 2007      | ф  | Солдаты. Новый год, твою дивизию!     | Ирина Медведева                          |
| 2007      | ф  | Фабрика счастья                       | Диана                                    |
| 2007      | с  | Чужие тайны                           | Настя                                    |
| 2007      | с  | Две судьбы 4. Новая жизнь             | Варвара                                  |
| 2008      | ф  | Непобедимый                           | Надежда Орлова                           |
| 2008      | с  | Синие ночи                            | Вика, медсестра                          |
| 2008      | с  | Цыганки                               | Саша Конова                              |
| 2010      | ф  | Вдовий пароход                        | Анфиса                                   |
| 2011      | ф  | Наркомовский обоз                     | Тамара Симович                           |
| 2011      | с  | Не жалею, не зову, не плачу           | Ольга Белова                             |
| 2011      | ф  | Пряники из картошки                   | Вера                                     |
| 2013      | с  | Она не могла иначе                    | Алевтина Толкачёва                       |
| 2014      | ф  | Кровь с молоком                       | Евгения                                  |
| 2017      | ф  | Каждому свое                          | Татьяна                                  |
| 2018      | с  | Ласточка                              | Зара Савина                              |
| 2021      | с  | Казанова в России                     | Анна Протасова                           |
| 2024      | ф  | Федя. Народный футболист              | мама Феди                                |

## Театральные работы
- «Дон Хуан» — Исавель
- «Странная миссис Сейвидж» — Фери
- «С. В.» — Аня
- «Ивонна принцесса Бургундская» — Иза
- «Больше чем дождь» — Маша
- «Эрик ХIV» — Карин
- «Тополиная метель» — Оксана
- «Чичиков» — Дама приятная во всех отношениях
- «Любовь в стиле барокко» — Оляна
- «Идиллия»
- «Поминальная молитва» — Бейлке
- «Ромул великий» — Рея, дочь Императора
- «Сон в летнюю ночь» — Гермия
- «Село Степанчиково…» — Настасья Евграфовна
- «Тристан и Изольда» — Изольда
- «Саламея» — Айшэ
- «Кровавая Мери» — Юная Мери
- «Князь Витовт» — Ядвига
- «Мы и Оно» — Клавдия
- «Маэстро» — Илона
- «Гамлет» — Офелия
- «№ 13» — Сестра Фостер
- «Баллада о любви» — Джулия
- «Жаворонок» (инсценировка) — Жанна д’Арк

## Другое

### На телевидении
- По произведениям А. Пушкина — Натали Гончарова
- По произведениям Вл. Короткевича — Ворогиня
- По произведению Вл. Короткевича «Скрипка» — Марта

### Рекламные ролики
- Магазин обуви «БелВест»
- РосБанк «Просто деньги»

### Музыкальные видеоклипы
- А. Малинин «Надо жить»
- И. Демарин «Мерилин Монро»
- В. Калина «Слеза девчонки»
- А. Торчилин «Мгновение»

## Награды
- Специальный приз XV-го Международного телекинофорума «Вместе» (2014) за роль в мини-сериале «Она не могла иначе».
- Почётный знак «За заслуги в развитии культуры и искусства» (26 ноября 2015 года, Межпарламентская ассамблея СНГ) — за значительный вклад в формирование и развитие общего культурного пространства государств — участников Содружества Независимых Государств, в реализацию идей сотрудничества в сфере культуры и искусства[22].